# Bernard Mandeville

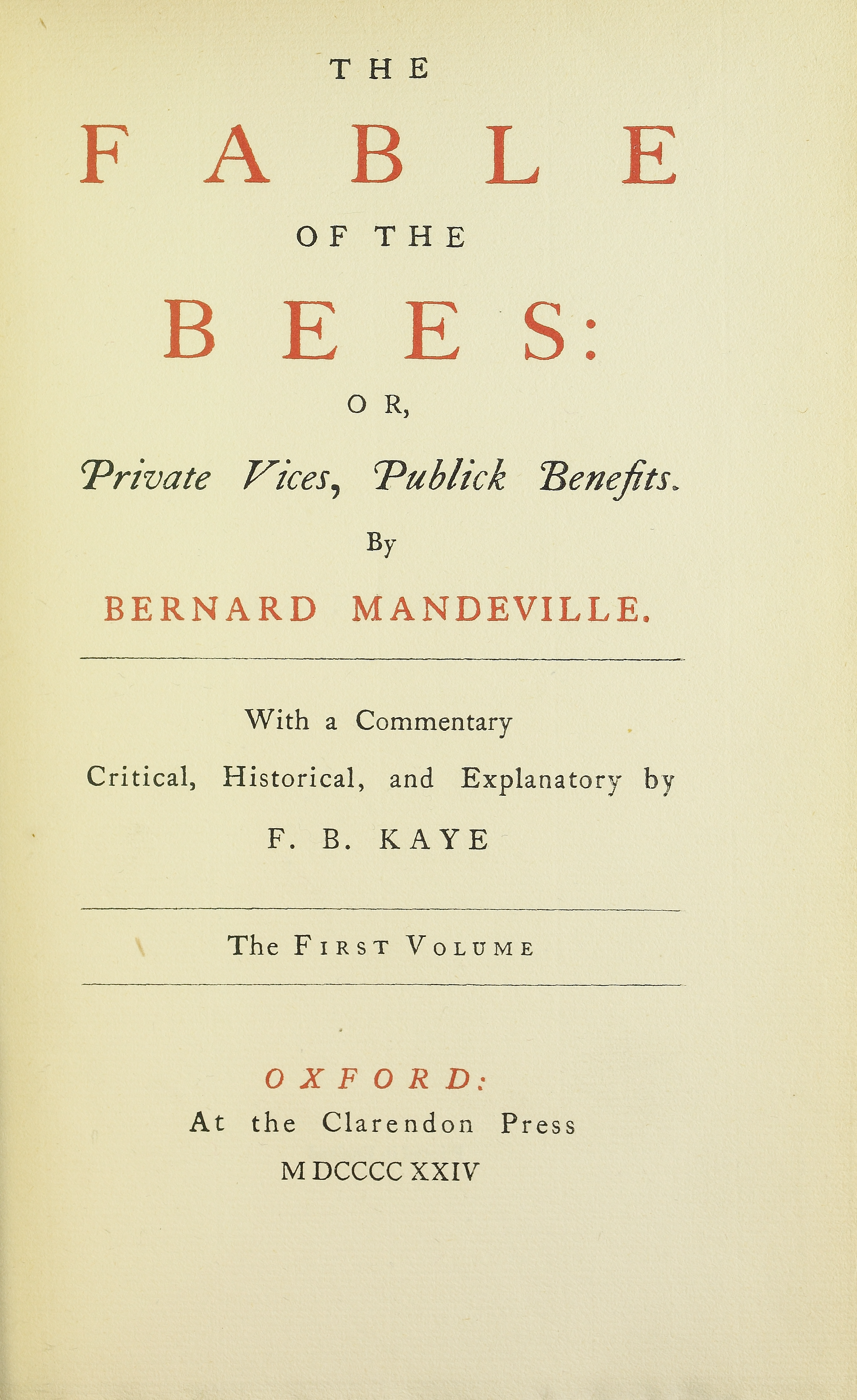
Una edición moderna de Fable of the bees, 1924

Bernard Mandeville o Bernard de Mandeville (Róterdam, Países Bajos; 15 de noviembre de 1670-Hackney, Inglaterra; 21 de enero de 1733) fue un filósofo, médico, economista político, investigador y satírico neerlandés. Aunque nació en los Países Bajos, vivió la mayor parte de su vida en Inglaterra y usó el inglés para la publicación de la mayoría de sus trabajos. Su obra más famosa es La fábula de las abejas.

## Biografía
Nació en Róterdam, donde su padre practicaba la medicina. Al acabar los estudios en la Escuela Erasmiana de su ciudad natal mostró sus habilidades literarias en un primer texto titulado Oratio scholastica de medicina (1685). Estudió medicina y filosofía en la Universidad de Leiden , donde presentó una tesis , De brutorum operationibus (1689), en la que defendía la teoría cartesiana del mecanicismo en los animales, y en 1691 consiguió el doctorado; de esta misma época es su ensayo, De chylosi vitiata.
En 1693 viajó a Inglaterra para aprender inglés, después de que ese mismo año su padre fuera desterrado de Róterdam por su participación en unos alborotos relacionados con los impuestos en Costerman. En Inglaterra trabajó como médico, profesión en la que llegó a ser muy respetado. Su especialidad era el tratamiento de enfermedades nerviosas y del estómago, y sobre ellas escribió un tratado (A Treatise of the hypochondriac and hysteric passions, 1711). Sus habilidades sociales le ganaron la amistad de Macclesfield, quien fuera ministro de Justicia entre 1710 y 1718, que le presentó a Joseph Addison, descrito por Mandeville como un "sacerdote en una peluca". Sus trabajos literarios tuvieron notable éxito.
Habiéndose asentado algunos años más tarde en Inglaterra hasta su muerte (1733), se dedicó a la práctica de la psiquiatría en Londres, que supo conjugar con la investigación de la naturaleza humana. Murió de una fuerte gripe el 21 de enero de 1733 en Hackney. Hay pocos retratos de Mandeville y muchos detalles de su vida son oscuros. El nombre Mandeville podría hacer pensar en un origen francés, pero sus antepasados habían vivido en los Países Bajos desde al menos el siglo XVI. No hay ninguna conexión conocida entre él y Juan de Mandeville.

## La fábula de las abejas

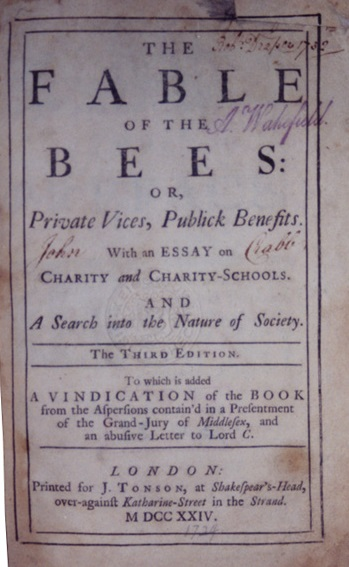
Portada de La fábula de las abejas, edición de 1724.

En 1705, Mandeville publicó un poema largo bajo el título de The Grumbling Hive, or Knaves Turn'd Honest (La colmena refunfuñona, o los bribones vueltos honrados), que en 1714 fue publicado de nuevo con un comentario en prosa (Remarks, "Comentarios") bajo el nuevo título Fable of the Bees: or, Private Vices, Publick Benefits (La fábula de las abejas: o, vicios privados, públicos beneficios) y un ensayo, An Enquiry into the Origin of Moral Virtue (Una pregunta en el origen de la virtud moral). Esta edición no pasó desapercibida a los moralistas, quienes creyeron justificadamente que se trataba de un ataque a los valores morales del cristianismo por parte de un liberal sin escrúpulos. Y, en efecto, Friedrich Hayek vio en esta obra a una precursora del liberalismo económico. 
En 1723 fue publicada otra edición que sumaba aún más textos: An Essay on Charity and Charity Schools (Un ensayo sobre la caridad y las escuelas de caridad) y A Search into the Nature of Society (Búsqueda en la naturaleza de la sociedad). De nuevo fue vigorosamente combatido por, entre otros, el obispo y filósofo George Berkeley y William Law, y en 1729, cuando publicó una edición aún más extensa que exponía su visión económica, fue incluso objeto de una investigación judicial por su tendencia inmoral. 
El libro estaba escrito como una sátira política sobre el estado de Inglaterra en 1705, cuando los conservadores acusaban a John Churchill, duque de Marlborough, de defender la guerra por razones personales. La edición de 1723 fue denunciada en el London Journal de Londres por "Theophilus Philo-Britannus" y atacada por muchos escritores. Entre los ataques más notables destacan el de Archibald Campbell efectuado en su Aretelogia, que fue publicado bajo el seudónimo de Alejandro Innes en 1728 y después, bajo su propio nombre, en 1733, como Enquiry into the Original of Moral Virtue.
La Fábula se reimprimió en 1729, apareció una novena edición en 1755 y cuenta con numerosas ediciones más recientes. George Berkeley la atacó en el segundo diálogo del Alciphron de 1732 y John Brown la criticó en su Essay upon Shaftesbury's Characteristics (Ensayo sobre las características de Shaftesbury, 1751). También Hutcheson reprobó las ideas de Mandeville.
El argumento de la obra desarrolla de forma satírica la tesis de la utilidad social del egoísmo. Según ella todas las leyes sociales resultan de la voluntad egoísta de los débiles de sostenerse mutuamente para protegerse de los más fuertes. Su tesis principal es que las acciones de los hombres no pueden ser separadas en acciones nobles y en acciones viles, y que los vicios privados contribuyen al bien público mientras que las acciones altruistas pueden en realidad destruirlo. Por ejemplo, en el dominio económico, afirma que un libertino vive con vicio, pero «su prodigalidad da trabajo a los sastres, servidores, perfumistas, cocineros y mujeres de mala vida, quienes a su vez dan trabajo a panaderos, carpinteros, etcétera». Así pues, la rapacidad y la violencia del libertino benefician a la sociedad en general. 
Los vicios de los ciudadanos particulares son unos elementos necesarios al bienestar y a la grandeza de una sociedad. Inglaterra está corrompida pero es próspera aunque se lamente de su falta de virtud. Y un triunfo de la virtud costaría la vida a gran número de abejas. Hoy en día su teoría continúa fuerte: sostiene que una sociedad no puede tener al mismo tiempo moral y prosperidad y que el vicio, entendido como búsqueda del propio interés, es la condición indispensable de la prosperidad.
Mandeville ha sido considerado un economista y un filósofo serio. Jean-Jacques Rousseau publicó en la primera parte de su Discours sur l'origine de l'inégalité parmi les hommes (Discurso sobre el origen de la desigualdad entre los hombres, 1754) un comentario sobre esta obra e inspiró el pensamiento económico de Adam Smith y de Ayn Rand.

## Obras
- Typhon: a Burlesque Poem (1704).
- Aesop Dress'd, or a Collection of Fables writ in Familiar Verse (1704).
- The Planter's Charity (1704).
- The Virgin Unmasked (1709, 1724, 1731, 1742).
- Treatise of the Hypochondriack and Hysterick Passions (1711, 1715, 1730).
- The Fable of the Bees (1714).
- Free Thoughts on Religion (1720).
- A Modest Defence of Publick Stews (1724).
- An Enquiry into the Causes of the Frequent Executions at Tyburn (1725).
- The Origin of Honour and the Usefulness of Christianity in War (1732).

Otras obras atribuidas
- The World Unmasked (1736).
- Zoologia medicinalis hibernica (1744).